# 胜川春章

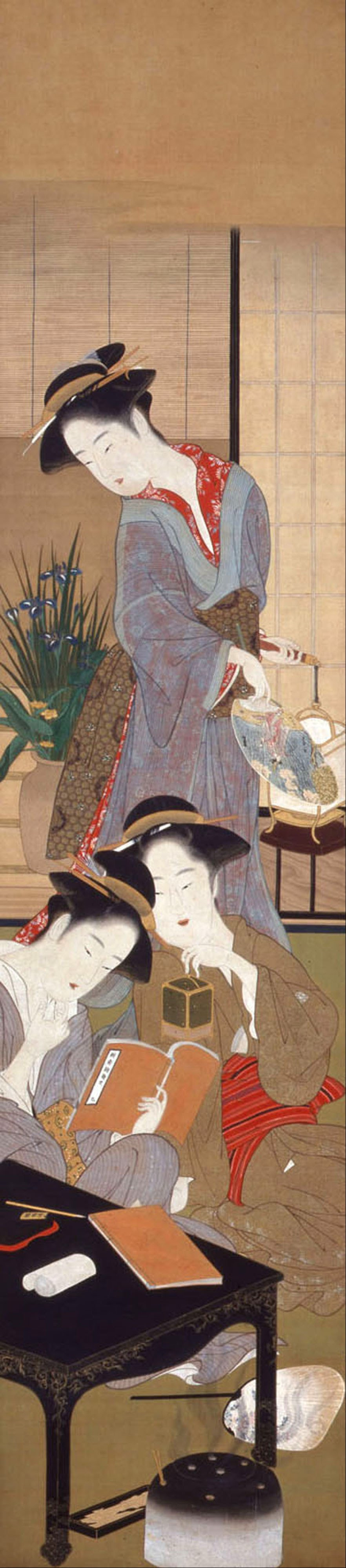
「婦女風俗十二ヶ月図」中「五月 (蛍火)」

胜川春章（日语：勝川春章, 1726年—1792年）是日本浮世绘画家。出生於江戶。主要作品『絵本舞台扇』『東扇，中村仲蔵』『雪月花』『婦女風俗十二ヶ月図』等，同時也是葛飾北齋的啟蒙繪師。

## 外部連結
- 维基共享资源上的相關多媒體資源：胜川春章